# 오스만 제국의 노예제

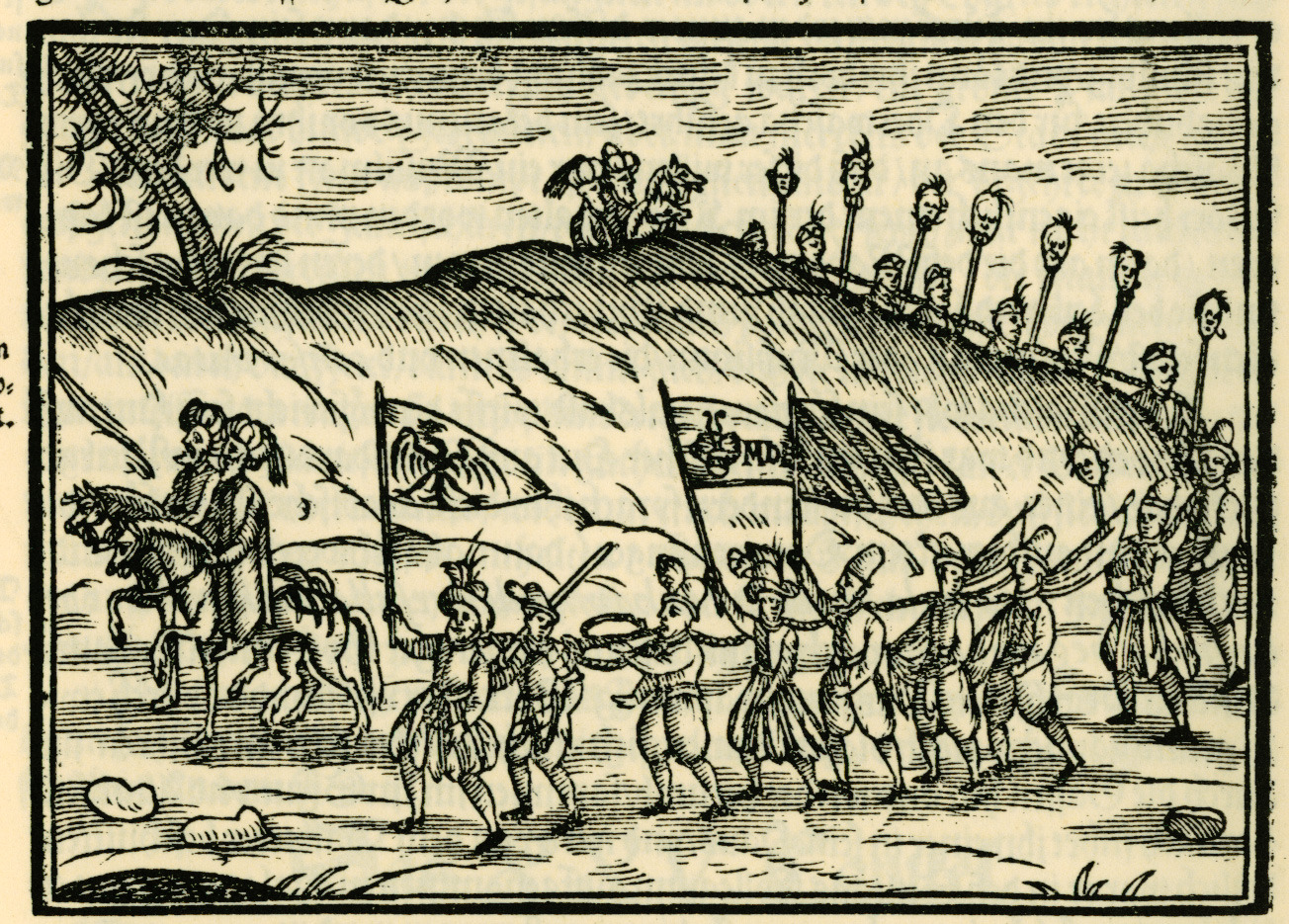
유럽인 노예들을 데리고 가는 오스만인들. 1578년 오스만 제국을 여행한 잘로몬 슈바이거의 여정을 기록한 1608년의 판화 중.

오스만 제국의 동산 노예제는 오스만 제국의 전통 사회의 주요 제도이자 경제의 중요한 부분이었다.
노예의 주요 공급원은 캅카스, 동유럽, 남유럽, 중부 유럽, 동남유럽, 서부 지중해, 아프리카에서 벌어진 전쟁과 정치적으로 조직된 노예화 원정이었다. 대규모 군사 작전이 일어난 이후에는 노예 매매 가격이 하락하는 현상도 보고되었다.
오스만 제국의 행정 및 정치 중심지였던 콘스탄티노플(현 이스탄불)에서는 16세기와 17세기 인구의 약 5분의 1이 노예로 구성되어 있었다. 근대 초기의 다양한 지리학 출처로는 오스만 제국으로 수입된 노예의 명확한 수를 여전히 정량화하기 어렵다. 오스만 연구자 할릴 이날즉(Halil İnalcık)과 다리우시 코워지에이치크(Dariusz Kołodziejczyk)는 타타르 습격으로 포로가 된 루스, 폴란드, 우크라이나 출신의 노예 200만 명이 1500년에서 1700년 사이에 오스만 제국에 들어왔다고 잠정적으로 추정했다. 그러나 Alan Fisher를 비롯한 다른 역사가들은 흑해 노예 무역의 양측에서 기록된 당대의 자료가 타타르 습격자들이 포로로 잡은 수에 대한 추정치를 부풀리는 경향이 있어 이 경로를 통해 오스만 영토로 유입된 노예의 수를 정확하게 계산하는 것은 불가능하다고 주장한다. 한편 1530년부터 1780년 사이에 지중해에서 오스만 제국으로 들어온 노예의 수는 약 100만~150만 명으로 추산된다. 이 기간 동안 더 적은 수의 노예가 캅카스, 아프리카 및 기타 지역에서도 유입되었지만 정확한 수치는 아직 계산된 바가 없다.
터키어로 쿨(kul)이라고 불리던 오스만 노예 계급의 개별 구성원은 일부 직책에서 높은 지위를 얻을 수도 있었다. 하렘을 경비하는 환관이나 예니체리는 노예가 가질 수 있는 높은 직위 중 가장 잘 알려진 것이며, 노예 여성은 하렘 조직에서 핵심적 역할을 수행해 왔다. 오스만 정부의 관리 중 상당수는 노예로 매수되어 자유롭게 자란 이들로, 14세기에서 19세기까지 오스만 제국의 번영에 필수적 역할을 했다. 노예 신분 관리 중 상당수는 그 자신이 수많은 노예를 소유하기도 했는데, 물론 술탄이 훨씬 더 많은 노예를 소유했다. 술탄을 섬기는 방법과 다른 교육 과목을 배운 엔데룬(Enderun)과 같은 궁정 학교에서 노예들을 키우고 특별히 훈련시킴으로써, 오스만 제국은 정부에 관한 복잡한 지식과 함께 광신적인 충성심을 가진 관리를 육성하였다.
그 외의 노예들은 농업 노동자나 갤리선 노예 같이 중노동에 동원된 단순 노동자들이었다. 여성 노예는 주로 가정부나 첩(성노예)으로 이용되었으며, 하렘의 성별 구분의 대상이 되었다. 노예 중에는 다양한 민족이 존재했고 인종이 노예화 대상을 결정하는 요인은 아니었지만, 노예들 사이에는 여전히 인종적 위계가 존재했다. 노예는 가치가 매겨지고 임무를 부여받을 때 인종적 고정관념에 따라 각기 다른 능력을 가진 것으로 여겨졌기 때문이다.
19세기 후반에 서방의 외교적 압력으로 인해 노예 무역을 금지하고 노예제를 제한하기 위한 여러 가지 조치가 도입되었음에도, 이 관행은 20세기 초까지 거의 변함없이 지속되었다.